# Сим (город)
Сим — город (с 13 ноября 1942 года) в Ашинском районе Челябинской области России. Административный центр Симского городского поселения. Население составляет 12 569 чел. (2023).
Распоряжением Правительства РФ от 29 июля 2014 года № 1398-р «Об утверждении перечня моногородов» Симское городское поселение включено в категорию «Монопрофильные муниципальные образования Российской Федерации (моногорода) в которых имеются риски ухудшения социально-экономического положения».

## Этимология
Поселение возникло при металлургическом Симском заводе. Название образовано от наименование реки Сим.

## География
Расположен на реке Сим, в 27 км от районного центра Аши, в 330 км от Челябинска, в 9 км от железнодорожной станции Симская на историческом направлении Транссиба. Через город проходит федеральная автодорога М-5 «Урал».

### Климат
Умеренный континентальный климат. Июль — самый тёплый месяц в году, средняя температура 17,7 °C. Самый холодный месяц — январь со средней температурой −16.3 °C.
Среднегодовое количество осадков составляет 445 мм.

## История
Указом Берг-коллегии от 29 марта 1759 года предписывалось:
«…заводчику Матвею Мясникову у с сызранским купцом Яковом Петровым на приисканной ими… в Уфимской провинции в дачах Шайтан-Кудейской волости… на речке Сим построить железовододействуемый завод с двумя домнами и при них завод з девятью действительными и тремя запасными молотами…»
Но Матвей Мясников уступил дачу своему брату Мясникову И. С. и его партнёру Твердышеву И. Б. 18 февраля 1763 года Оренбургское горное начальство рапортовало в Берг-коллегию о начале работы заводов коллежских асессоров Твердышева и Мясникова: Юрюзанского и Симского, которые начали перековывать чугун, выплавляемый на Катав-Ивановском заводе. В 1763 году в 20 верстах на впадающей в речку Сим реке Яраль (Ерал) появилась большая русская деревня, принадлежащая Твердышевским железным заводам. Симский завод был одним из многих заводов, основанных на Урале в период Семилетней войны и войн с Турцией.
16 марта 1759 года Берг-коллегия вынесла определение о разрешении заводчикам построить завод на реке Сим, а в 1761 году он стал выдавать продукцию. Тогда же при заводе возникло поселение. В 1773 году на заводе трудилось более 900 приписных крестьян.
23 мая 1774 года, в ходе Крестьянской войны 1773—1775 годов, повстанческий отряд башкир во главе с пугачёвским полковником Салаватом Юлаевым и его отцом Юлаем Азналиным пошли на Симский завод. В результате пугачёвского восстания погибло около 60 заводских служителей, работных людей и крестьян. Завод, фабрика с плотиной, церковь и заводское селение сгорели. Нападение произошло из-за того, что земли, на которых построили предприятие, 15 годами ранее были отчуждены у башкир.
30 мая 1774 года была открыта новая церковь взамен сожженной. К сентябрю 1777 года был восстановлен завод. Работали на нём, в основном, крепостные крестьяне.
В 1895 году начала работать первая публичная библиотека. В 1898 году открыта низшая ремесленная школа на 40 учащихся. В 1897 году построено и открыто первое культурно-просветительное учреждение — Народный дом общества трезвости с библиотекой, буфетом, драматическими кружками.
В 1898 году, в 9 км от Сима была проложена Самаро-Златоустовская железная дорога. Это положительно сказалось на экономике завода и поселения. От Сима до станции Симской была построена конная узкоколейная железная дорога.
В 1913 году заводы вошли в состав АО «Симское общество горных заводов и первой на Урале фабрики сельскохозяйственных. машин и орудий». В 1914 году заводы перешли на производство вооружения.
8 декабря 1917 года, после Октябрьской революции Симские заводы были национализированы советской властью.
В 1935 году завод из ведения Уралсельмаша перешел в ведение министерства обозостроения и переименован в Симский обозный завод. Основной продукцией завода вплоть до 1941 года оставались пароконные хода, санитарные и пулеметные двуколки, кузова для автомашин, походные кухни, автоприцепы.
11 августа 2011 года на перегоне Симская — Ерал произошло крушение поездов в результате которого сошли с рельсов 2 поезда и погибли 2 человека.

## Население
| 1931    | 1959    | 1967    | 1970    | 1979    | 1989    | 1992    |
| ------- | ------- | ------- | ------- | ------- | ------- | ------- |
| 6600    | ↗13 897 | ↗19 000 | ↘18 929 | ↗21 329 | ↘20 164 | ↗20 200 |
| 1996    | 1998    | 2000    | 2001    | 2002    | 2003    | 2005    |
| ↘18 600 | ↘18 200 | ↘17 900 | ↘17 600 | ↘16 377 | ↗16 400 | ↘15 900 |
| 2006    | 2007    | 2008    | 2009    | 2010    | 2011    | 2012    |
| ↘15 600 | ↘15 500 | ↘15 400 | ↘15 250 | ↘14 466 | ↘14 429 | ↘14 229 |
| 2013    | 2014    | 2015    | 2016    | 2017    | 2018    | 2019    |
| ↘13 969 | ↘13 672 | ↘13 542 | ↘13 365 | ↘13 170 | ↘12 893 | ↘12 645 |
| 2020    | 2021    | 2023    |         |         |         |         |
| ↘12 501 | ↗12 858 | ↘12 569 |         |         |         |         |

## Экономика
Градообразующее предприятие: ПАО «Агрегат».

## Образование
Средне-профессиональные учебные заведения
ГБПОУ «Симский механический техникум»
Общеобразовательные учебные заведения
МБОУ «СОШ № 1» г. Сим
МБОУ «СОШ № 2» г. Сим

## Религия
Православные храмы
- Церковь Димитрия Солунского

## Достопримечательности
- Серпиевский пещерный град.
- Историко-революционный музей;
- Комната-музей И. В. Курчатова;
- Обелиск на месте встречи партизан Симского и Миньярского заводов;
- Церковь во имя святого Дмитрия Солунского;
- Суходол реки Сим;
- Гребневая верхняя пещера в Симе[30].
- Черное Плёсо — исчезнувший поселок Ашинского района. Посёлок Чёрное Плёсо образовался в 30-х годах двадцатого века как место жительства и работы спецпереселенцев (ссыльных в результате репрессий и раскулачивания) и вольнонаёмных жителей. Таким образом, появлялись маленькие посёлки. Посёлок расположен в 16 км южнее города Сим вдоль по реке Куряк (приток реки Сим). В 5 км восточнее посёлка расположен посёлок Усть-Манак, а в 5 км юго-западнее — посёлок Сплавной. Образован был посёлок как леспромхоз для заготовки древесины[31].

## Радиовещание
- 104,3 МГц — Авторадио;
- 104,8 МГц — Радио России / Радио Южный Урал;
- 106,9 МГц — Радио Дача;

## Известные уроженцы
- Игорь Васильевич Курчатов — советский физик, один из создателей атомной бомбы.
- Николай Андреевич Изюмов — герой Советского Союза.
- Николай Александрович Волков — советский хозяйственный и общественный деятель.Панорама города